# فرضیه رهاسازی دشمن
فرضیه رهاسازی دشمن Enemy release hypothesis یکی از گسترده‌ترین توضیحات ارائه‌شده برای تسلط گونه‌های مهاجم بیگانه است. در محدوده بومی خود، گونه‌ای با پاتوژن‌ها ، انگل‌ها و شکارگرانی که جمعیت آن را محدود می‌کند، تکامل یافته است. هنگامی که به یک قلمرو جدید می‌رسد، این دشمنان قدیمی را پشت سر می‌گذارد، در حالی که آنهایی که در محدوده معرفی‌شده آن هستند، در محدود کردن جمعیت گونه‌های معرفی‌شده کمتر موثر هستند. نتیجه گاهی رشد بی رویه است که گونه‌های بومی و اکوسیستم‌ها را تهدید می‌کند.
فرضیه رهاسازی دشمن (ERH) اغلب برای گیاهان مهاجم به کار می‌رود، اما شواهدی مبنی بر سودمندی آن در سیستم‌های دیگر، از جمله ماهیان ،  دوزیستان ،  حشرات ،  و سخت‌پوستان وجود دارد. ERH فرض می‌کند: (1) گیاهخواران ، پاتوژن‌ها و انگل‌ها رشد جمعیت گیاهی را سرکوب می‌کنند، (2) این دشمنان بیشتر از گونه‌های غیربومی مهاجر، گیاهان بومی را آزار می‌دهند، و (3) گیاهان غیر‌بومی می‌توانند از این مزیت برای رشد سریع جمعیت بیشتر استفاده کنند.